# Домичек, Олег Евгеньевич
Оле́г Евге́ньевич До́мичек (род. 30 апреля 2002, Лесное) — российский биатлонист, призёр чемпионата России, чемпион юношеских Олимпийских игр. Мастер спорта России (2021).

## Биография
Родился в селе Лесное Алтайского края. У Олега есть также младшая сестра Валерия, лыжница.
Сначала занимался лыжными гонками, параллельно выступая в мотокроссе, картинге и велоспорте, а в 2018 году перешёл в биатлон. 
На внутрироссийских соревнованиях выступает за Алтайский край и Новосибирскую область. Тренируется в региональной команде у Лилии Кокориной и Ивана Кульгускина.
Воспитанник Алтайского училища олимпийского резерва ДЮСШ Бийского района.  Окончил Алтайский государственный педагогический университет.

### Карьера
Неоднократно становился победителем и призёром всероссийских соревнований по биатлону среди юниоров.
Дебютировал на международных соревнованиях в 2020 году на юношеских Олимпийских играх в Лозанне, где выиграл золото в индивидуальной гонке и серебро в смешанной эстафете. В том же году выступил на юниорском чемпионате мира в Ленцерхайде, став бронзовым призёром в эстафете.
В 2021 года участвовал на чемпионате мира среди юниоров и этапах юниорского Кубка IBU, но высоких результатов там не показал.
Перед сезоном 2023/24 вошёл в состав основной сборной России в группу тренера Сергея Башкирова. В марте 2024 года выиграл свою первую награду Чемпионата России, завоевав бронзу эстафеты в Тюмени.

## Личная жизнь
8 июля 2025 года женился на биатлонистке Анастасии Гришиной (род. 2002)